# Mimulopsis excellens
Mimulopsis excellens är en akantusväxtart som beskrevs av Gustav Lindau. Mimulopsis excellens ingår i släktet Mimulopsis och familjen akantusväxter. Inga underarter finns listade i Catalogue of Life.